# Cornelius Ryan
Pour les articles homonymes, voir Ryan.
Cornelius Ryan (né le 5 juin 1920 et mort le 23 novembre 1974) est un journaliste irlando-américain et un auteur connu pour ses ouvrages sur l'histoire militaire, particulièrement sur la Seconde Guerre mondiale.
Ses deux livres les plus célèbres sont Le Jour le plus long (1959), qui raconte l'histoire du Jour J, et Un pont trop loin (1974), sur l'opération alliée Market Garden aux Pays-Bas en septembre 1944. Ces deux ouvrages ont été adaptés au cinéma : Le Jour le plus long en 1962 et Un pont trop loin en 1977. Il a également écrit La dernière bataille : la chute de Berlin.

## Biographie
Né à Dublin, Ryan s'installe à Londres en 1940. Après un passage à l'agence Reuters (1941), il devient correspondant de guerre pour The Daily Telegraph en 1943. Il couvre d'abord la guerre aérienne en Europe avec la 8e et la 9e Air Force américaines. Puis il rejoint la 3e Armée du général Patton, dont il couvre les actions jusqu'à la fin de la guerre en Europe. Il part alors pour le théâtre du Pacifique en 1945, puis à Jérusalem en 1946.
En 1947, Ryan émigre aux États-Unis, où il travaille pour le magazine Time, puis brièvement pour Newsweek (1949) et enfin pour Collier's Weekly (1950) et Reader's Digest. Il épouse Kathryn Morgan et devient citoyen américain en 1950. Pendant sa période au Collier's Weekly, il obtient une reconnaissance internationale pour ses reportages sur les programmes spatiaux américains. En 1956, pour les deux articles « One Minute to Ditch » et « The Andrea Doria's Untold Story: Five Desperate Hours in Cabin 56 », il obtient trois récompenses journalistiques : le Benjamin Franklin Award, l'Overseas Press Club Award et l'University of Illinois Award.
En 1959, il publie Le Jour le plus long après neuf ans d'enquête auprès de 49 correspondants de guerre et de milliers de personnes. Dès sa sortie, c'est un succès de librairie.
En 1965, il poursuit ses enquêtes avec La dernière bataille consacré à la bataille de Berlin. Le livre est riche en détails avec des informations provenant de civils et de sources américaines, britanniques, soviétiques et allemandes.
En 1970, il entame l'écriture d'Un pont trop loin malgré un cancer et des chimiothérapies régulières. Le livre est publié en 1974. Ryan meurt pendant la tournée promotionnelle du livre. Les notes qu'il avait prises durant sa maladie sont compilées et éditées par son épouse en 1976 sous le nom A private battle.
Il est décoré de la Légion d'honneur française et fait docteur honoris causa en littérature de l'Université de l'Ohio, où la Cornelius Ryan Collection est abritée au sein de la bibliothèque Alden.